# Sylvia Voigt
Sylvia Voigt (* 1961 in Karl-Marx-Stadt) ist eine deutsche Autorin von Regionalkrimis.

## Leben
Sylvia Voigt wuchs in Freiberg auf. Nach dem Besuch der Polytechnischen Oberschule absolvierte sie die Ausbildung zur Facharbeiterin für Schreibtechnik im VEB Papiermaschinenwerke (PAMA) Freiberg. Eine einjährige Qualifikation zur Staatlich geprüften Sekretärin schloss sich an. Nach der Geburt ihres Sohnes begann sie 1984 ihre Tätigkeit an der Ingenieurschule der Bergakademie Freiberg. 1990, nach Schließung dieser Einrichtung, wechselte Sylvia Voigt an die Universitätsbibliothek der TU Bergakademie. Hier war sie bis zum Februar 2018 als Direktionssekretärin tätig.
Nach ihrem Krimidebüt „Rügener Abgründe“ 2016 folgten im November 2017 „Rügener Haie“ und 2018 „Rügener Inferno“. Im Mittelpunkt steht die Kriminalhauptkommissarin Jessica Burmeister, deren Wirkungsstätte das Polizeirevier in Sassnitz auf Rügen ist. Weitere Episoden sind geplant.

## Werke
- Rügener Abgründe. Schardt Verlag, 2016, ISBN 978-3-89841-930-7.
- Rügener Haie. Schardt Verlag, 2017, ISBN 978-3-96152-121-0.
- Rügener Inferno. Schardt Verlag. 2018, ISBN 978-3-96152-185-2.
- Rügener Vergeltung. Schardt Verlag, 2019, ISBN 978-3-96152-202-6.
- Rügener Albträume. Schardt Verlag, 2020, ISBN 978-3-96152-265-1.
- Rügener Blutsbande. Schardt Verlag, 2021, ISBN 978-3-96152-267-5.
- Rügener Verwirrspiele. Schardt Verlag, 2022, ISBN 978-3-96152-269-9.
- Rügener Maskerade. Schardt Verlag, 2023, ISBN 978-3-96152-270-5.
- Rügener Grabgeflüster. Schardt Verlag, 2024, ISBN 978-3-96152-272-9.